# Miss USA
Die Wahl zur Miss USA ist ein jährlich ausgetragener Schönheitswettbewerb, bei dem die schönste Frau der USA ermittelt werden soll. Diesen Anspruch teilt die Veranstaltung jedoch mit der Wahl zur Miss America.

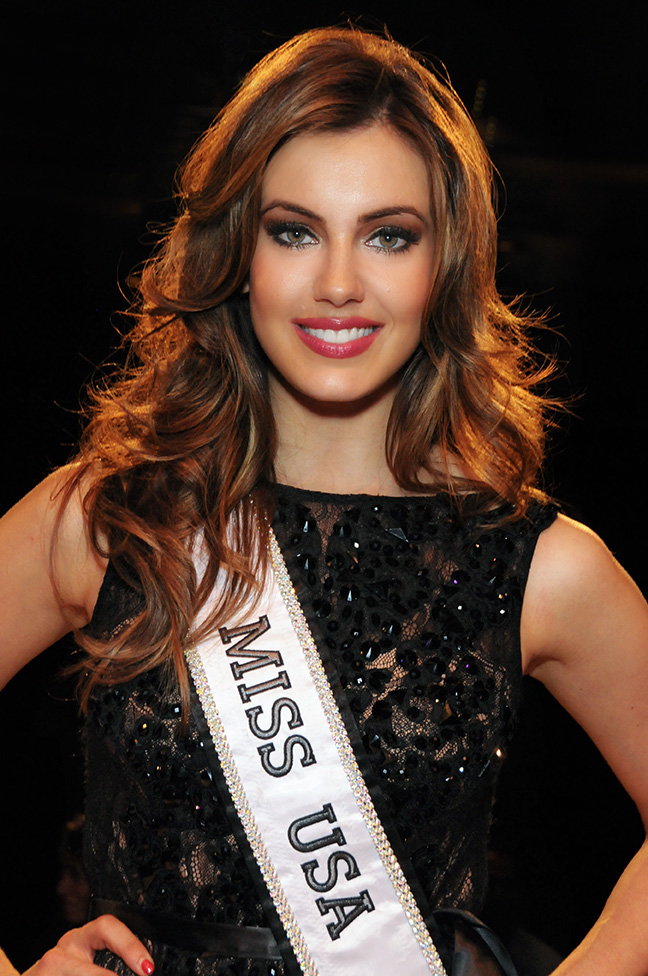
Erin Brady (Connecticut), Miss USA 2013

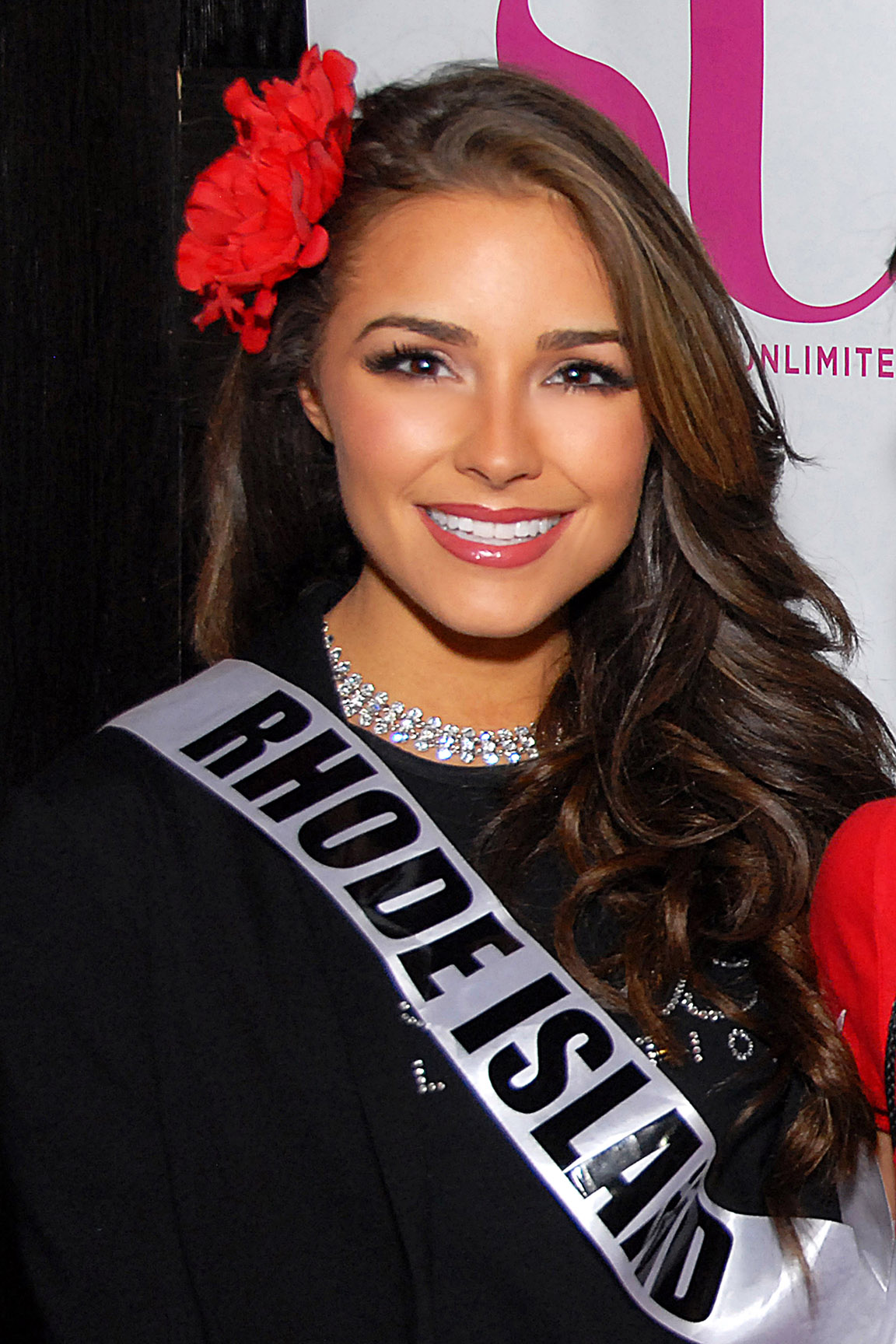
Olivia Culpo (Rhode Island), Miss USA 2012

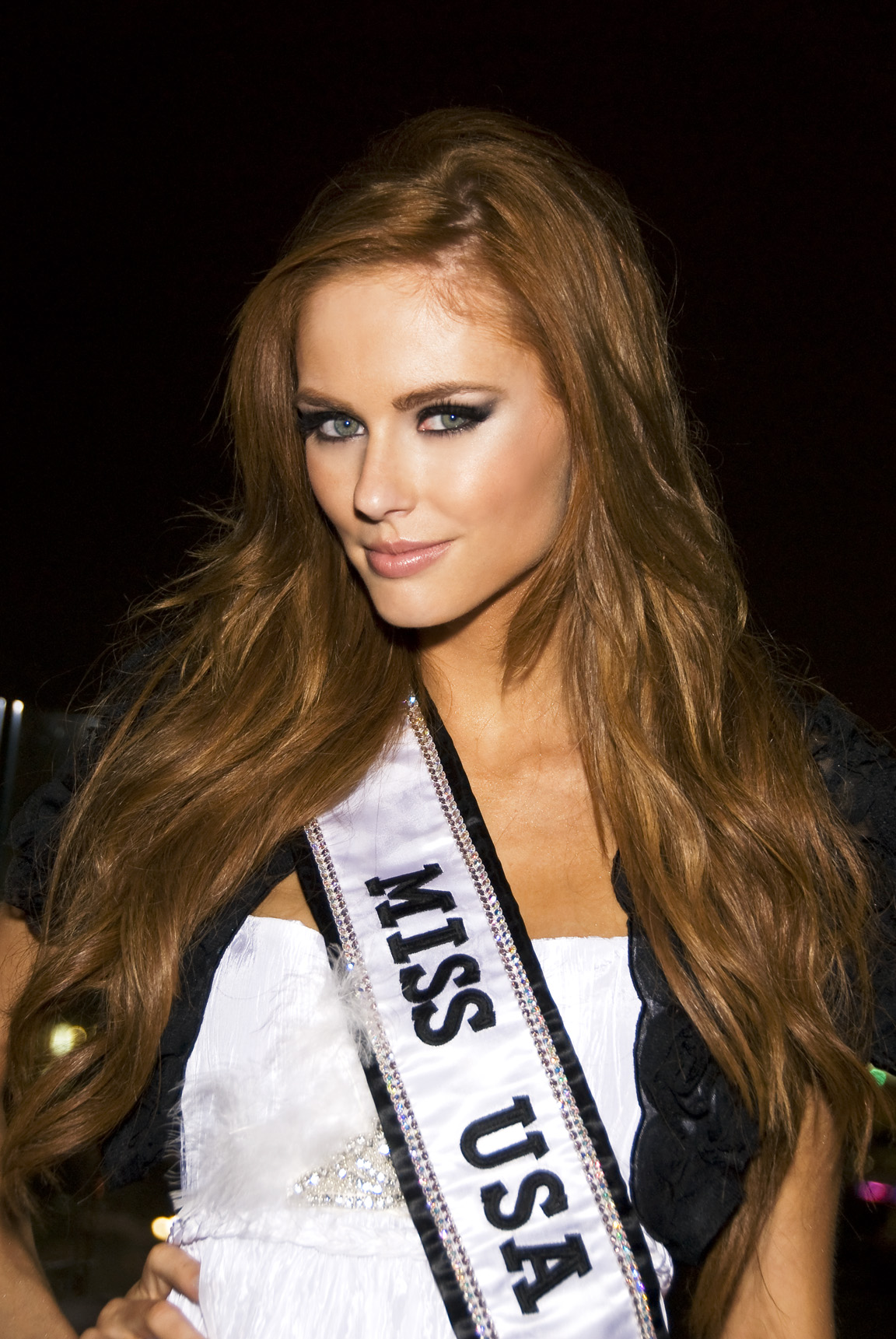
Alyssa Campanella (Kalifornien), Miss USA 2011

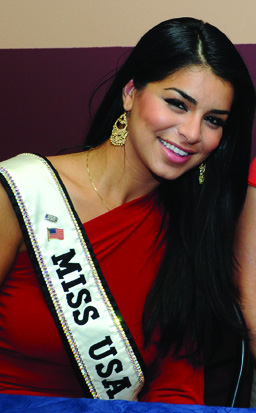
Rima Fakih (Michigan), Miss USA 2010

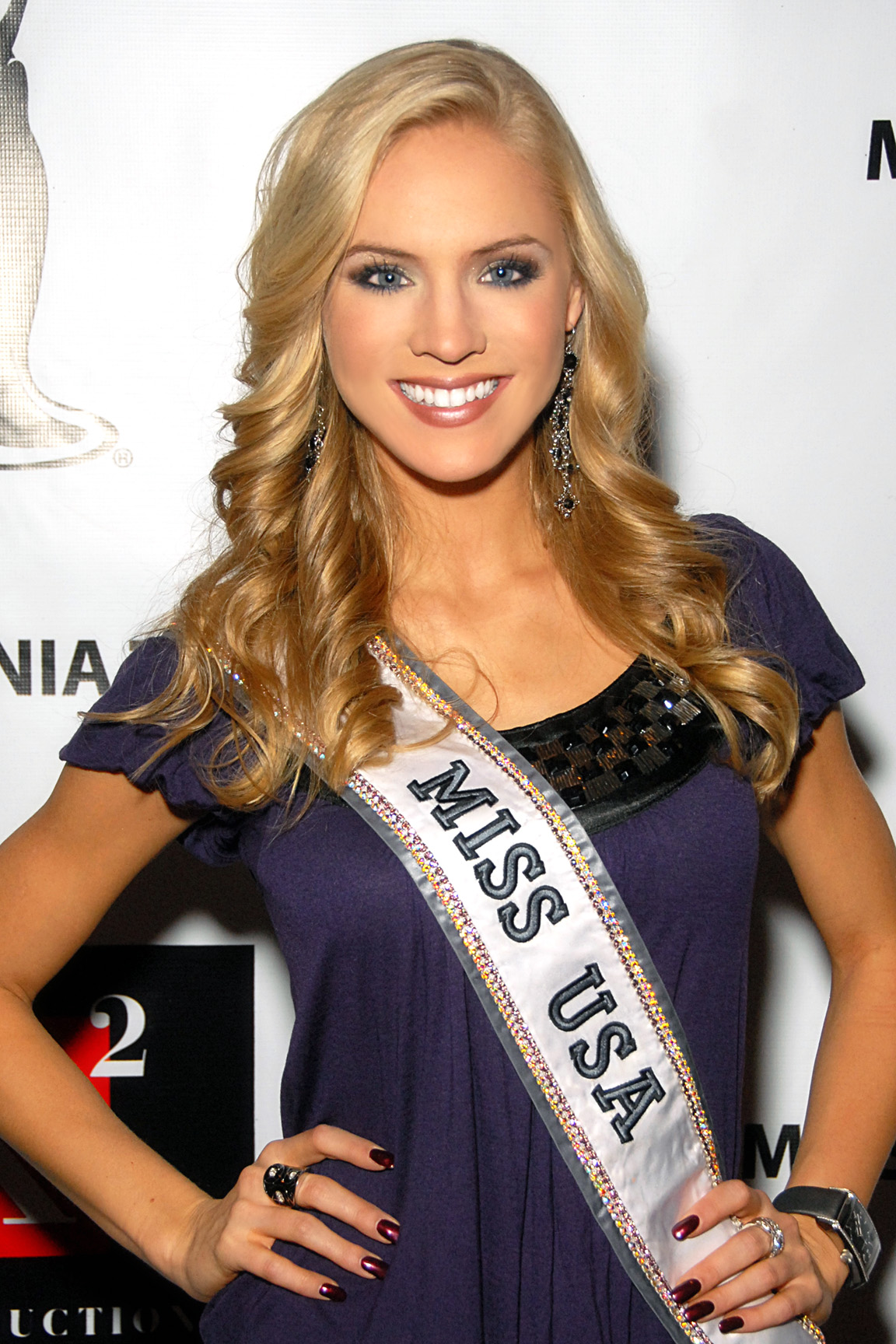
Kristen Dalton (North Carolina), Miss USA 2009

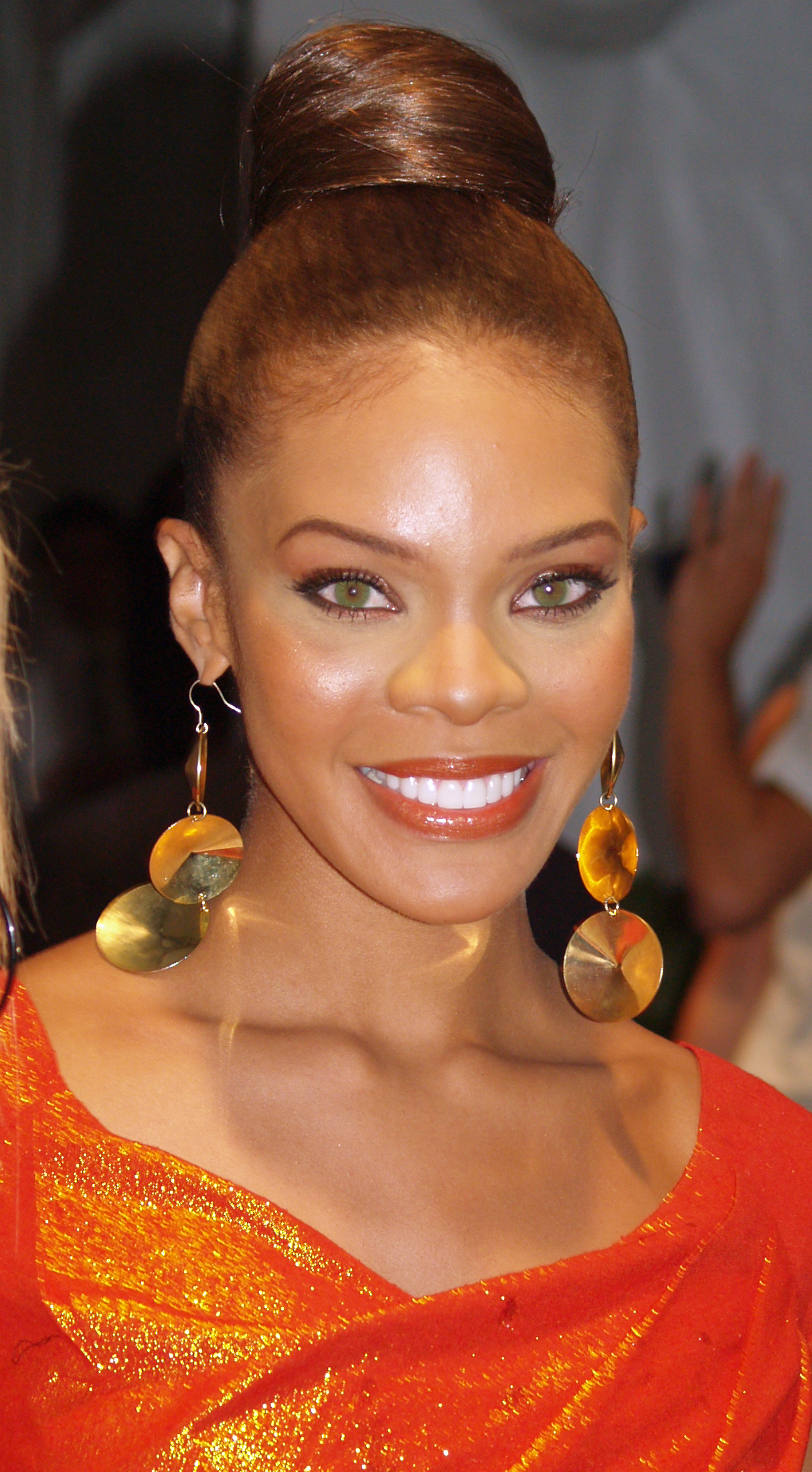
Crystle Stewart (Texas), Miss USA 2008

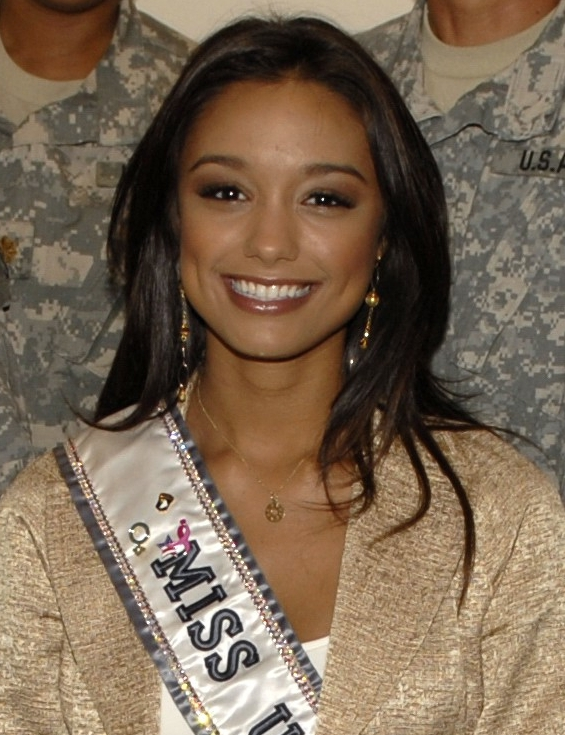
Rachel Smith (Tennessee), Miss USA 2007

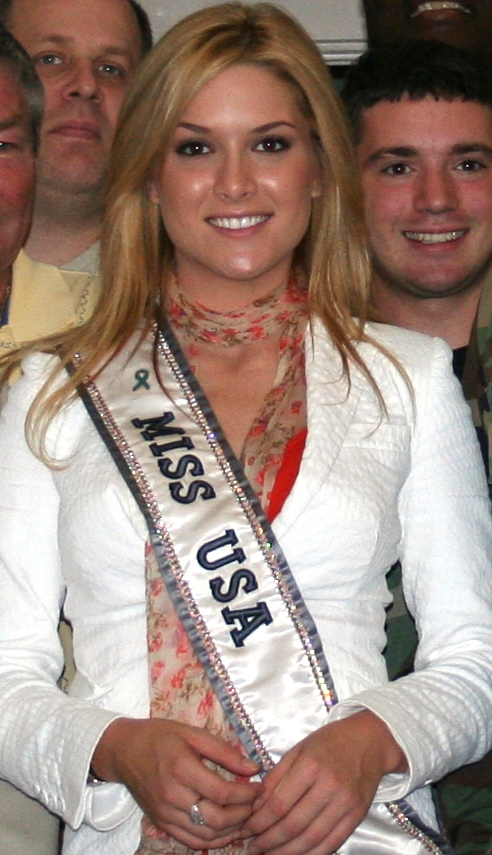
Tara Conner (Kentucky), Miss USA 2006

## Geschichte
Die Miss USA wurde erstmals 1952 gewählt. Im Jahr zuvor hatte sich die frisch gekürte Miss America, Yolande Betbeze, geweigert, im Badeanzug für Fotos zu posieren. Der Bademodenhersteller Catalina, einer der Sponsoren der Veranstaltung, schied daraufhin aus der Gruppe der Sponsoren aus und rief eine Konkurrenzveranstaltung ins Leben, die Wahl zur Miss USA. Daneben begründete er auch die Wahl zur Miss Universe, bei der die schönste Frau der Welt gewählt werden soll.
Die Veranstaltung erreichte den Höhepunkt ihrer Popularität in den 1960er Jahren. Seither hat sie wie alle Schönheitskonkurrenzen erheblich an Publikumswirksamkeit eingebüßt. Auch steht sie unter dem steten Beschuss feministischer Kritiker. Dem Vorwurf, eine entwürdigende Fleischbeschau zu präsentieren, entgegnen die Veranstalter mit den Hinweis, dass bei der Wahl nicht nur die Schönheit, sondern durchaus auch persönliche und intellektuelle Vorzüge den Ausschlag gäben.
1957 wurde der Siegerin Leona Gage (der vormaligen Miss Maryland) der Titel aberkannt, da ans Licht kam, dass sie zum einen minderjährig, außerdem zum zweiten Mal verheiratet und zudem bereits Mutter war. Der Titel ging auf die zweitplatzierte Charlotte Sheffield aus Utah über.
Mit 8 Misses stellte der Bundesstaat Texas bis heute die meisten Siegerinnen, gefolgt von Kalifornien (5), Hawaii und Illinois (je 4). 1967, 1980, 1995 und 1997 gab es wegen eines Patts der Stimmenzahl zwei Gewinnerinnen.

## Organisation
Anders als bei den Miss America-Wahlen, die bis 2005 jährlich in Atlantic City stattfanden, wechselt der Krönungsort der Miss USA jährlich. Teilnehmerinnen sind die Siegerinnen der Konkurrenzen auf Bundesstaatsebene. Diese tragen seit Mitte der 1980er Jahre den Titel Miss (Bundesstaat) USA (also etwa Miss Delaware USA), um Verwechslungen mit den zuvor gleichlautenden Titeln der Miss America-Vorausscheidungen zu vermeiden (also mit der Miss Delaware). Während sich die Siegerinnen der Miss America für die Wahl zur Miss World qualifizieren, nimmt die amtierende Miss USA an der Miss Universe-Wahl teil.
Die Organisations- und Vermarktungsgesellschaft Miss Universe Organization ist ein Joint Venture von Donald Trump und dem Fernsehsender NBC. Sie ist auch für die Ausrichtung der Miss Universe und der Miss Teen USA verantwortlich. Sie setzt sich auch für die Bekämpfung und Vorbeuge von Brustkrebs ein. Dieses Anliegen wird seit Jahren – auch bei der Wahl selbst – prominent thematisiert.

## Liste der Siegerinnen
| Jahr | Siegerin               | Bundesstaat          |
| ---- | ---------------------- | -------------------- |
| 1952 | Jackie Loughery        | New York             |
| 1953 | Myrna Hansen           | Illinois             |
| 1954 | Mirian Stevenson *     | South Carolina       |
| 1955 | Carlene Johnson        | Vermont              |
| 1956 | Carol Morris           | Iowa                 |
| 1957 | Mary Leona Gage **     | Maryland             |
| 1957 | Charlotte Sheffield    | Utah                 |
| 1958 | Eurlene Howell         | Louisiana            |
| 1959 | Terry Huntingdon       | Kalifornien          |
| 1960 | Linda Bement *         | Utah                 |
| 1961 | Sharon Brown (Model)   | Louisiana            |
| 1962 | Macel Leilani Wilson   | Hawaii               |
| 1963 | Marite Ozers           | Illinois             |
| 1964 | Bobbi Johnson          | District of Columbia |
| 1965 | Sue Ann Downey         | Ohio                 |
| 1966 | Maria Remenyi          | Kalifornien          |
| 1967 | Sylvia Hitchcock *     | Alabama              |
| 1967 | Cheryl Patton          | Florida              |
| 1968 | Dorothy Anstett        | Washington           |
| 1969 | Wendy Dascomb          | Virginia             |
| 1970 | Deborah Shelton        | Virginia             |
| 1971 | Michele McDonald       | Pennsylvania         |
| 1972 | Tanya Wilson           | Hawaii               |
| 1973 | Amanda Jones           | Illinois             |
| 1974 | Karen Morrison         | Illinois             |
| 1975 | Summer Bartholomew     | Kalifornien          |
| 1976 | Barbara Petersen       | Minnesota            |
| 1977 | Kimberly Tomes         | Texas                |
| 1978 | Judi Anderson          | Hawaii               |
| 1979 | Mary Freil             | New York             |
| 1980 | Shawn Weatherly *      | South Carolina       |
| 1980 | Jineane Ford           | Arizona              |
| 1981 | Kim Seelbrede          | Ohio                 |
| 1982 | Terri Utley            | Arkansas             |
| 1983 | Julie Hayek            | Kalifornien          |
| 1984 | Mai Shanley            | New Mexico           |
| 1985 | Laura Martinez-Harring | Texas                |
| 1986 | Christy Fichtner       | Texas                |
| 1987 | Michelle Royer         | Texas                |
| 1988 | Courtney Gibbs         | Texas                |
| 1989 | Gretchen Polhemus      | Texas                |
| 1990 | Carole Gist            | Michigan             |
| 1991 | Kelli McCarty          | Kansas               |
| 1992 | Shannon Marketic       | Kalifornien          |
| 1993 | Kenya Moore            | Michigan             |
| 1994 | Lu Parker              | South Carolina       |
| 1995 | Chelsi Smith *         | Texas                |
| 1995 | Shanna Moakler         | New York             |
| 1996 | Ali Landry             | Louisiana            |
| 1997 | Brook Mahealani Lee *  | Hawaii               |
| 1997 | Brandi Sherwood        | Idaho                |
| 1998 | Shawnae Jebbia         | Massachusetts        |
| 1999 | Kimberly Pressler      | New York             |
| 2000 | Lynnette Cole          | Tennessee            |
| 2001 | Kandace Krueger        | Texas                |
| 2002 | Shauntay Hinton        | District of Columbia |
| 2003 | Susie Castillo         | Massachusetts        |
| 2004 | Shandi Finnessey       | Missouri             |
| 2005 | Chelsea Cooley         | North Carolina       |
| 2006 | Tara Conner            | Kentucky             |
| 2007 | Rachel Smith           | Tennessee            |
| 2008 | Crystle Stewart        | Texas                |
| 2009 | Kristen Dalton         | North Carolina       |
| 2010 | Rima Fakih             | Michigan             |
| 2011 | Alyssa Campanella      | Kalifornien          |
| 2012 | Olivia Culpo *         | Rhode Island         |
| 2012 | Nana Meriwether        | Maryland             |
| 2013 | Erin Brady             | Connecticut          |
| 2014 | Nia Sanchez            | Nevada               |
| 2015 | Olivia Jordan          | Oklahoma             |
| 2016 | Deshauna Barber        | District of Columbia |
| 2017 | Kára McCullough        | District of Columbia |
| 2018 | Sarah Rose Summers     | Nebraska             |
| 2019 | Cheslie Kryst          | North Carolina       |
| 2020 | Asya Branch            | Mississippi          |
| 2021 | Elle Smith             | Kentucky             |
| 2022 | R’Bonney Gabriel *     | Texas                |

*0 spätere Miss Universe
** spätere Aberkennung des Titels

## Anzahl der Häufigkeit der Siege der Bundesstaaten
| Land           | Titelanzahl | Jahr                                                       |
| -------------- | ----------- | ---------------------------------------------------------- |
| Texas          | 10          | 1977, 1985, 1986, 1987, 1988, 1989, 1995, 2001, 2008, 2022 |
| Kalifornien    | 6           | 1959, 1966, 1975, 1983, 1992, 2011                         |
| Hawaii         | 4           | 1962, 1972, 1978, 1997                                     |
| Illinois       | 4           | 1953, 1963, 1973, 1974                                     |
| New York       | 4           | 1952, 1979, 1995, 1999                                     |
| Michigan       | 3           | 1990, 1993, 2010                                           |
| Louisiana      | 3           | 1958, 1961, 1996                                           |
| North Carolina | 3           | 2005, 2009, 2019                                           |
| South Carolina | 3           | 1954, 1980, 1994                                           |
| Kentucky       | 2           | 2006, 2021                                                 |
| Massachusetts  | 2           | 1998, 2003                                                 |
| Ohio           | 2           | 1965, 1981                                                 |
| Tennessee      | 2           | 2000, 2007                                                 |
| Utah           | 2           | 1957, 1960                                                 |
| Virginia       | 2           | 1969, 1970                                                 |
| Alabama        | 1           | 1967                                                       |
| Arizona        | 1           | 1980                                                       |
| Arkansas       | 1           | 1982                                                       |
| Connecticut    | 1           | 2013                                                       |
| Florida        | 1           | 1967                                                       |
| Idaho          | 1           | 1997                                                       |
| Iowa           | 1           | 1956                                                       |
| Kansas         | 1           | 1991                                                       |
| Maryland       | 1           | 2012                                                       |
| Minnesota      | 1           | 1976                                                       |
| Mississippi    | 1           | 2020                                                       |
| Missouri       | 1           | 2004                                                       |
| Nebraska       | 1           | 2018                                                       |
| Nevada         | 1           | 1984                                                       |
| New Mexico     | 1           | 2014                                                       |
| Pennsylvania   | 1           | 1971                                                       |
| Rhode Island   | 1           | 2012                                                       |
| Vermont        | 1           | 1955                                                       |
| Washington     | 1           | 1968                                                       |

Maryland gewann mit Mary Leona Gage bereits 1957 einen Titel, dieser wurde ihr aber wieder aberkannt.
Alle anderen Staaten konnten noch keinen Sieg erringen.